# Primeira fase da Copa Sul-Americana de 2017
A primeira fase da Copa Sul-Americana de 2017 foi disputada entre 28 de fevereiro a 1 de junho. Os vencedores de cada chave classificaram-se para a segunda fase.
As equipes se enfrentaram em jogos eliminatórios de ida e volta, classificando-se a que somasse o maior número de pontos. Em caso de igualdade em pontos, a regra do gol marcado como visitante seria utilizada para o desempate. Persistindo o empate, a vaga seria definida em disputa por pênaltis.

## Resultados
| Chave | Equipe 1               | Total       | Equipe 2             | Ida | Volta |
| ----- | ---------------------- | ----------- | -------------------- | --- | ----- |
| G1    | Nacional Potosí        | 4–3         | Sport Huancayo       | 3–1 | 1–2   |
| G2    | Deportivo Cali         | 2–2 (gf)    | Sportivo Luqueño     | 1–0 | 1–2   |
| G3    | Petrolero              | 1–6         | Universidad Católica | 1–3 | 0–3   |
| G4    | LDU Quito              | 4–3         | Defensor Sporting    | 2–2 | 2–1   |
| G5    | Everton                | 1–1 (3–4 p) | Patriotas            | 1–0 | 0–1   |
| G6    | Estudiantes de Caracas | 3–10        | Sol de América       | 2–3 | 1–7   |
| G7    | Cerro Porteño          | 3–2         | Caracas              | 1–1 | 2–1   |
| G8    | Deportivo Anzoátegui   | 3–4         | Huracán              | 3–0 | 0–4   |
| G9    | Oriente Petrolero      | 2–2 (8–7 p) | Deportivo Cuenca     | 1–1 | 1–1   |
| G10   | Corinthians            | 4–1         | Universidad de Chile | 2–0 | 2–1   |
| G11   | Independiente          | 1–0         | Alianza Lima         | 0–0 | 1–0   |
| G12   | Ponte Preta            | 1–1 (gf)    | Gimnasia y Esgrima   | 0–0 | 1–1   |
| G13   | Boston River           | 4–2         | Comerciantes Unidos  | 3–1 | 1–1   |
| G14   | Juan Aurich            | 1–8         | Arsenal de Sarandí   | 0–2 | 1–6   |
| G15   | O'Higgins              | 1–2         | Fuerza Amarilla      | 1–0 | 0–2   |
| G16   | Deportes Tolima        | 2–2 (gf)    | Bolívar              | 2–1 | 0–1   |
| G17   | Palestino              | 1–1 (7–6 p) | Atlético Venezuela   | 0–1 | 1–0   |
| G18   | Sport                  | 3–3 (4–2 p) | Danubio              | 3–0 | 0–3   |
| G19   | Racing                 | 2–1         | Águilas Doradas      | 1–0 | 1–1   |
| G20   | Cruzeiro               | 3–3 (2–3 p) | Nacional             | 2–1 | 1–2   |
| G21   | Defensa y Justicia     | 1–1 (gf)    | São Paulo            | 0–0 | 1–1   |
| G22   | Fluminense             | 2–1         | Liverpool            | 2–0 | 0–1   |

Todas as partidas estão no horário local.

### Chave G1
| 1 de março    | Nacional Potosí                              | 3 – 1     | Sport Huancayo | Estádio Víctor Agustín Ugarte, Potosí |
| 18:15 (UTC−4) | Ruiz 45+1' · Paniagua 76' · Alessandrini 82' | Relatório | Corrales 9'    | Árbitro: ECU Carlos Orbe              |

| 9 de maio     | Sport Huancayo                 | 2 – 1     | Nacional Potosí       | Estádio Huancayo, Huancayo   |
| 17:15 (UTC−5) | Montes 52' (pen) · Montiel 77' | Relatório | Sanguinetti 37' (pen) | Árbitro: ECU Juan Albarracín |

### Chave G2
| 28 de fevereiro | Deportivo Cali | 1 – 0     | Sportivo Luqueño | Estádio Deportivo Cali, Palmira |
| 19:45 (UTC−5)   | Benedetti 68'  | Relatório |                  | Árbitro: ARG Fernando Rapallini |

| 9 de maio     | Sportivo Luqueño          | 2 – 1     | Deportivo Cali    | Estádio Feliciano Cáceres, Luque |
| 20:45 (UTC−4) | Di Vanni 6' · Escobar 12' | Relatório | Murillo 42' (pen) | Árbitro: BRA Raphael Claus       |

### Chave G3
| 4 de abril    | Petrolero     | 1 – 3     | Universidad Católica                     | Estádio Provincial de Yacuiba, Yacuiba |
| 18:15 (UTC−4) | J. Flores 27' | Relatório | Cifuentes 11' · Ibarra 28' · Caicedo 85' | Árbitro: PER Michael Espinoza          |

| 30 de maio    | Universidad Católica    | 3 – 0     | Petrolero | Estádio Olímpico Atahualpa, Quito |
| 17:15 (UTC−5) | Cifuentes 25', 49', 59' | Relatório |           | Árbitro: VEN Adrián Cabello       |

### Chave G4
| 28 de fevereiro | LDU Quito                      | 2 – 2     | Defensor Sporting       | Estádio Casa Blanca, Quito |
| 19:45 (UTC−5)   | Barcos 9' (pen) · Guerrero 87' | Relatório | Cardacio 3' · Gómez 49' | Árbitro: BOL Gery Vargas   |

| 30 de maio    | Defensor Sporting | 1 – 2     | LDU Quito             | Estádio Centenario, Montevidéu |
| 21:45 (UTC−3) | Cabrera 69'       | Relatório | Cangá 3' · Barcos 72' | Árbitro: ARG Patricio Loustau  |

### Chave G5
| 5 de abril    | Everton    | 1 – 0     | Patriotas | Estádio Sausalito, Viña del Mar |
| 19:15 (UTC−3) | Cerato 53' | Relatório |           | Árbitro: ECU Juan Albarracín    |

| 30 de maio    | Patriotas      | 1 – 0     | Everton | Estádio La Independencia, Tunja |
| 19:45 (UTC−5) | L. Vásquez 33' | Relatório |         | Árbitro: ARG Néstor Pitana      |

|                                         |       | Penalidades                          |  |
| O. Vásquez Luna Mosquera Rendón Valoyes | 4 – 3 | Becerra Suárez Leyton Almeida Ragusa |  |

### Chave G6
| 6 de abril    | Estudiantes de Caracas         | 2 – 3     | Sol de América                       | Estádio Olímpico da UCV, Caracas |
| 18:15 (UTC−4) | E. Ramírez 5' · L. Ramírez 80' | Relatório | Giménez 7', 36' (pen) · Villagra 88' | Árbitro: BRA Raphael Claus       |

| 31 de maio    | Sol de América                                                   | 7 – 1     | Estudiantes de Caracas | Estádio Luis Alfonso Giagni, Villa Elisa |
| 18:15 (UTC−4) | Giménez 5' · Díaz 9' (pen), 38', 49' · Rojas 31', 47' · Duré 74' | Relatório | Silva 12'              | Árbitro: ECU Omar Ponce                  |

### Chave G7
| 2 de março    | Cerro Porteño | 1 – 1     | Caracas          | Estádio Defensores del Chaco, Assunção |
| 19:15 (UTC−3) | Valdez 22'    | Relatório | Farías 66' (pen) | Árbitro: BRA Anderson Daronco          |

| 11 de maio    | Caracas     | 1 – 2     | Cerro Porteño                   | Estádio Olímpico da UCV, Caracas |
| 18:15 (UTC−4) | Quijada 48' | Relatório | Valdez 65' (pen) · Villalba 83' | Árbitro: BRA Ricardo Marques     |

### Chave G8
| 1 de março    | Deportivo Anzoátegui                               | 3 – 0     | Huracán | Estádio José Antonio Anzoátegui, Puerto la Cruz |
| 18:15 (UTC−4) | Ortiz 7' · Ricardo Martins 12' (pen) · Canelón 21' | Relatório |         | Árbitro: PAR Eber Aquino                        |

| 31 de maio    | Huracán                                                      | 4 – 0     | Deportivo Anzoátegui | Estádio Tomás Adolfo Ducó, Buenos Aires |
| 19:15 (UTC−3) | Mendoza 22' · Briasco 52' · Cuomo 55' · Romero Gamarra 90+2' | Relatório |                      | Árbitro: CHI Jorge Osorio               |

### Chave G9
| 6 de abril    | Oriente Petrolero | 1 – 1     | Deportivo Cuenca | Estádio Ramón Tahuichi Aguilera, Santa Cruz |
| 20:45 (UTC−4) | Freitas 33'       | Relatório | Dinenno 47'      | Árbitro: BRA Anderson Daronco               |

| 1 de junho    | Deportivo Cuenca | 1 – 1     | Oriente Petrolero | Estádio Alejandro Serrano Aguilar, Cuenca |
| 19:45 (UTC−5) | Dinenno 43'      | Relatório | Freitas 84' (pen) | Árbitro: BRA Wagner Magalhães             |

|                                                         |       | Penalidades                                                |  |
| Dinenno Saritama Hoyos Cucco Ávila Mosquera Oña Schunke | 7 – 8 | Meza Román Lizio Villota Freitas A. Ribera Áñez Mostasilla |  |

### Chave G10
| 5 de abril    | Corinthians                  | 2 – 0     | Universidad de Chile | Arena Corinthians, São Paulo |
| 21:45 (UTC−3) | Rodriguinho 40' · Jadson 68' | Relatório |                      | Árbitro: ARG Darío Herrera   |

| 10 de maio    | Universidad de Chile | 1 – 2     | Corinthians                  | Estádio Nacional, Santiago    |
| 21:45 (UTC−3) | Mora 63'             | Relatório | Rodriguinho 36' · Jadson 55' | Árbitro: URU Daniel Fedorczuk |

### Chave G11
| 4 de abril    | Independiente | 0 – 0     | Alianza Lima | Estádio Libertadores de América, Avellaneda |
| 21:45 (UTC−3) |               | Relatório |              | Árbitro: CHI Patricio Polic                 |

| 31 de maio    | Alianza Lima | 0 – 1     | Independiente | Estádio Alejandro Villanueva, Lima |
| 19:45 (UTC−5) |              | Relatório | Rigoni 30'    | Árbitro: BRA Anderson Daronco      |

### Chave G12
| 5 de abril    | Ponte Preta | 0 – 0     | Gimnasia y Esgrima | Estádio Moisés Lucarelli, Campinas |
| 19:15 (UTC−3) |             | Relatório |                    | Árbitro: COL Gustavo Murillo       |

| 9 de maio     | Gimnasia y Esgrima | 1 – 1     | Ponte Preta | Estádio Juan Carmelo Zerillo, La Plata |
| 21:45 (UTC−3) | Rinaudo 28'        | Relatório | Elton 25'   | Árbitro: URU Esteban Ostojich          |

### Chave G13
| 28 de fevereiro | Boston River                           | 3 – 1     | Comerciantes Unidos | Estádio Gran Parque Central, Montevidéu |
| 19:15 (UTC−3)   | Pereyra 8', 42' · Rodríguez 44' (g.c.) | Relatório | Palacios 1'         | Árbitro: COL Andrés Rojas               |

| 1 de junho    | Comerciantes Unidos | 1 – 1     | Boston River | Estádio Huancayo, Huancayo |
| 17:15 (UTC−5) | Rosales 56' (pen)   | Relatório | Fratta 20'   | Árbitro: BOL Raúl Orosco   |

### Chave G14
| 2 de março    | Juan Aurich | 0 – 2     | Arsenal de Sarandí          | Estádio Mansiche, Trujillo    |
| 16:00 (UTC−5) |             | Relatório | Boghossian 6' · Wilchez 21' | Árbitro: VEN Jesús Valenzuela |

| 11 de maio    | Arsenal de Sarandí                                                                   | 6 – 1     | Juan Aurich | Estádio Julio Humberto Grondona, Sarandí |
| 19:15 (UTC−3) | Sánchez Sotelo 11', 44' · Bellocq 49' · Bottinelli 53' · Brunetta 70' · Corvalán 78' | Relatório | Borges 54'  | Árbitro: BOL Raúl Orosco                 |

### Chave G15
| 28 de fevereiro | O'Higgins   | 1 – 0     | Fuerza Amarilla | Estádio El Teniente, Rancagua |
| 19:15 (UTC−3)   | Acevedo 80' | Relatório |                 | Árbitro: BRA Wagner Magalhães |

| 31 de maio    | Fuerza Amarilla            | 2 – 0     | O'Higgins | Estádio George Capwell, Guaiaquil |
| 19:45 (UTC−5) | Valencia 21' · Bolaños 86' | Relatório |           | Árbitro: URU Jonhatan Fuentes     |

### Chave G16
| 2 de março    | Deportes Tolima        | 2 – 1     | Bolívar            | Estádio Manuel Murillo Toro, Ibagué |
| 19:45 (UTC−5) | Alzate 53' · Pérez 55' | Relatório | Mosquera 4' (g.c.) | Árbitro: PER Diego Haro             |

| 1 de junho    | Bolívar          | 1 – 0     | Deportes Tolima | Estádio Hernando Siles, La Paz |
| 18:15 (UTC−4) | Arce 45+1' (pen) | Relatório |                 | Árbitro: BRA Sandro Ricci      |

### Chave G17
| 1 de março    | Palestino | 0 – 1     | Atlético Venezuela | Estádio Nacional, Santiago   |
| 21:45 (UTC−3) |           | Relatório | Herrera 63'        | Árbitro: COL Gustavo Murillo |

| 10 de maio    | Atlético Venezuela | 0 – 1     | Palestino | Estádio Brígido Iriarte, Caracas |
| 18:15 (UTC−4) |                    | Relatório | Vidal 86' | Árbitro: BRA Dewson Freitas      |

|                                                                            |       | Penalidades                                                         |  |
| Herrera C. González Sojo Parra Martínez Pérez Graterol Salazar J. González | 6 – 7 | Valencia Rosende Mazurek Luna Gutiérrez Paredes Torres Vidal Farias |  |

### Chave G18
| 6 de abril    | Sport                                        | 3 – 0     | Danubio | Estádio Ilha do Retiro, Recife |
| 19:15 (UTC−3) | Rithely 34' · Diego Souza 40' · Fabrício 67' | Relatório |         | Árbitro: ARG Jorge Baliño      |

| 11 de maio    | Danubio                                     | 3 – 0     | Sport | Estádio Centenario, Montevidéu |
| 21:45 (UTC−3) | Dos Santos 14' · Olaza 22' (pen), 55' (pen) | Relatório |       | Árbitro: CHI Eduardo Gamboa    |

|                                   |       | Penalidades                              |  |
| Olaza G. González Olivera Tabárez | 2 – 4 | Everton Felipe Raul Prata Fabrício André |  |

### Chave G19
| 1 de março    | Racing       | 1 – 0     | Águilas Doradas | Estádio El Cilindro, Avellaneda |
| 21:45 (UTC−3) | Mansilla 60' | Relatório |                 | Árbitro: URU Óscar Rojas        |

| 1 de junho    | Águilas Doradas | 1 – 1     | Racing     | Estádio Alberto Grisales, Rionegro |
| 19:45 (UTC−5) | Hurtado 57'     | Relatório | Cuadra 18' | Árbitro: PAR Eber Aquino           |

### Chave G20
| 4 de abril    | Cruzeiro                     | 2 – 1     | Nacional   | Estádio Mineirão, Belo Horizonte |
| 21:45 (UTC−3) | Thiago Neves 25' · Ábila 66' | Relatório | Santana 4' | Árbitro: VEN Juan Soto           |

| 10 de maio    | Nacional                      | 2 – 1     | Cruzeiro         | Estádio Defensores del Chaco, Assunção |
| 18:15 (UTC−4) | Villagra 16' · A. Bareiro 62' | Relatório | Thiago Neves 11' | Árbitro: COL Gustavo Murillo           |

|                                           |       | Penalidades                                    |  |
| Salgueiro Rojas Miranda Rodríguez Dávalos | 3 – 2 | Alisson Henrique Hudson Fabrício De Arrascaeta |  |

### Chave G21
| 5 de abril    | Defensa y Justicia | 0 – 0     | São Paulo | Estádio La Fortaleza, Lanús   |
| 19:15 (UTC−3) |                    | Relatório |           | Árbitro: VEN Jesús Valenzuela |

| 11 de maio    | São Paulo        | 1 – 1     | Defensa y Justicia | Estádio do Morumbi, São Paulo |
| 21:45 (UTC−3) | Thiago Mendes 5' | Relatório | Castellani 10'     | Árbitro: PAR Ulises Mereles   |

### Chave G22
| 5 de abril    | Fluminense                             | 2 – 0     | Liverpool | Estádio do Maracanã, Rio de Janeiro |
| 21:45 (UTC−3) | Henrique Dourado 23' · Richarlison 38' | Relatório |           | Árbitro: PAR Eber Aquino            |

| 10 de maio    | Liverpool   | 1 – 0     | Fluminense | Estádio Centenario, Montevidéu |
| 21:45 (UTC−3) | Ramírez 12' | Relatório |            | Árbitro: VEN Juan Soto         |